# Liviu Ciobotariu
Liviu Ciobotariu (* 26. März 1971 in Ghimpați, Kreis Giurgiu) ist ein ehemaliger rumänischer Fußballspieler und derzeitiger -trainer. Er bestritt insgesamt 335 Spiele in der rumänischen Divizia A und der belgischen Ersten Division. Als Nationalspieler nahm er an der Fußball-Weltmeisterschaft 1998 und der Fußball-Europameisterschaft 2000 teil.

## Spielerkarriere

### Im Verein
Die Karriere von Ciobotariu begann im Jahr 1989 bei Progresul Bukarest in der Divizia C. Nach dem Aufstieg 1990 in die Divizia B spielte er zunächst für ein halbes Jahr beim Ligakonkurrenten Pandurii Târgu Jiu, ehe er zu Progresul zurückkehrte. Mit dem Klub gelang ihm im Jahr 1991 der Klassenerhalt, ehe ein Jahr später der Durchmarsch in die Divizia A perfekt gemacht wurde.
Im Oberhaus angekommen konnte Ciobotariu seinen Platz im Team verteidigen und hatte seinen Anteil am steilen Aufstieg seines Teams. Nach dem Klassenerhalt 1993 und einem Platz im Mittelfeld in der darauf folgenden Spielzeit konnte sich der Klub am Ende der Saison 1994/95 im oberen Tabellendrittel platzieren. Es folgten seine erfolgreichsten Jahre mit dem FC Național, als er sowohl die Saison 1995/96 als auch 1996/97 mit seiner Mannschaft als Vizemeister hinter Steaua Bukarest beendet konnte. In beiden Spielzeiten gelang ihm mit vier bzw. sechs Treffern die beste Torausbeute seiner Karriere. Nach dem Pokalfinale 1997 zog er mit seinem Verein als unterlegener Pokalfinalist in den Europapokal der Pokalsieger ein. Dort ereilte ihn jedoch schon in der ersten Runde gegen den türkischen Vertreter Kocaelispor das Aus. Ein Jahr zuvor hatte der Verein die zweite Runde des UEFA-Pokals erreicht.
Nach fast neun Jahren verließ Ciobotariu im Februar 1998 Național und wechselte zum Lokalrivalen Dinamo Bukarest. Hier konnte er in der Saison 1998/99 ebenfalls die Vizemeisterschaft feiern. Im Herbst 1999 verpflichtete ihn der belgische Spitzenklub Standard Lüttich. Nach zwei Jahren wechselte er zu RAEC Mons in die Division II. Dort gelang ihm der Aufstieg in die Erste Division. Nach dem Klassenerhalt 2003 geriet der Verein in der Spielzeit 2003/04 in Abstiegsgefahr. In der Winterpause wechselte Ciobotariu jedoch zum Ligakonkurrenten Royal Antwerpen, mit dem er lediglich auf den letzten Tabellenplatz kam.
Im Sommer 2004 kehrte Ciobotariu nach Rumänien zurück und beendete nach einer weiteren Vizemeisterschaft mit Dinamo Bukarest seine Karriere.

### In der Nationalmannschaft
Ciobotariu bestritt 32 Spiele für die rumänische Fußballnationalmannschaft. Er debütierte am 20. August 1997 im WM-Qualifikationsspiel gegen Mazedonien, als er in der 74. Minute für Daniel Prodan eingewechselt wurde. Nach erfolgreicher Qualifikation berief Nationaltrainer Anghel Iordănescu ihn ein Jahr später in sein Aufgebot zur Weltmeisterschaft 1998 in Frankreich. Obwohl er zuvor nur vier Länderspiele bestritten hatte, spielte Ciobotariu das Turnier als Stammspieler.
Nach der Weltmeisterschaft konnte Ciobotariu auch unter Iordănescus Nachfolger Victor Pițurcă seinen Platz im Team behaupten. Ende des Jahres 1999 konnte er die erfolgreiche Qualifikation zur Europameisterschaft 2000 feiern. Dort gehörte er dem Aufgebot des neuen Nationaltrainers Emerich Jenei an, kam in Belgien und den Niederlanden aber lediglich im Auftaktspiel gegen Deutschland sowie im Viertelfinale gegen Italien zum Einsatz.
In der folgenden WM-Qualifikation wurden Ciobotarius Einsätze seltener. Am 6. Juni 2001 bestritt er gegen Litauen sein letztes Länderspiel.

## Trainerkarriere
Nach dem Ende seiner aktiven Laufbahn arbeitete Ciobotariu als Fußballtrainer. Im Juni 2007 verließ er Dunărea Galați, um als Nachfolger von Costel Orac einen Einjahresvertrag in der Liga II bei CS Otopeni zu unterschreiben. Zum Ende der Saison gelang der Aufstieg in die Liga 1, doch Ciobotariu übernahm bis September 2008 das Traineramt bei Internațional Curtea de Argeș. Im November 2008 wurde er erneut Cheftrainer von CS Otopeni in der Liga 1, wo er die Nachfolge von Marian Bucurescu antrat. Er hatte den Verein auf dem vorletzten Tabellenplatz übernommen und es gelang ihm nicht den Abstieg zu vermeiden. Er blieb in Otopeni, verließ den Verein aber im Oktober 2009, um seinen früheren Verein Pandurii Târgu Jiu im Oberhaus zu übernehmen, der sich zuvor von Sorin Cârțu getrennt hatte. Nach nur einem Sieg in elf Spielen wurde er bereits im März 2010 wieder entlassen und durch seinen Vorgänger ersetzt. Am 30. September 2010 löste er Daniel Timofte als Trainer bei CF Brăila, dem Tabellenletzten der Liga II, ab. Da er in fünf Ligaspielen nur auf ein Unentschieden kam, wurde er im November 2010 wieder durch Timofte ersetzt. Am 24. Dezember 2010 wurde Ciobotariu als Trainer des Zweitligisten Dinamo Bukarest II und als Jugendtrainer in den Stab von Dinamo Bukarest aufgenommen. Am 11. Juli 2011 wurde er als Nachfolger von Ioan Andone zum Trainer der ersten Mannschaft befördert. Obwohl Dinamo den zweiten Tabellenrang belegte und das Halbfinalhinspiel der Cupa României 2011/12 gegen Gaz Metan Mediaș gewonnen hatte, wurde Ciobotariu nach einer Heimniederlage gegen Petrolul Ploiești am 10. April 2012 entlassen und durch den Italiener Dario Bonetti ersetzt.
Im August 2012 wurde Ciobotariu Cheftrainer von Erstligist CSMS Iași. Dort wurde er im April 2013 angesichts des drohenden Abstiegs entlassen und durch Sorin Cârțu ersetzt. Ab Oktober 2013 betreute er den FC Vaslui, ehe er im April 2014 entlassen und von Costinel Botez abgelöst wurde. Anfang 2015 wurde er als Nachfolger von Cristian Pustai Cheftrainer von ASA Târgu Mureș. Nach der Vizemeisterschaft 2015 verließ er den Klub zu al-Faisaly FC nach Saudi-Arabien.
Von 2019 bis 2020 war Ciobotariu Cheftrainer der Auswahlmannschaft des Libanons.

## Erfolge

### Als Spieler
- WM-Teilnehmer: 1998
- EM-Teilnehmer: 2000
- Rumänischer Vizemeister: 1996, 1997, 1999, 2005
- Rumänischer Pokalsieger: 2005
- Belgischer Pokal-Finalist: 2000
- Aufstieg in die belgische Erste Division: 2002

### Als Trainer
- Rumänischer Vizemeister: 2015

## Sonstiges
Ciobotariu ist verheiratet und hat zwei Söhne, die beide Fußball spielen. Der ältere Sohn, Cosmin Ciobotariu (* 1993), debütierte 2009 als Verteidiger bei CS Corbeanca in der Liga IV. Später wechselte er zu CS Cautis und trainierte anschließend für kurze Zeit unter seinem Vater bei CS Otopeni, bevor er sich 2011 für eine Karriere als Schiedsrichter entschied.